# Granulome annulaire
 Mise en garde médicale
Le granulome annulaire (granuloma annulare ou parfois necrobiosis lipoïdica) est une dermatose fréquente, bénigne intradermique, caractérisée par son indolence, sa fermeté. Son origine est encore mal comprise.
Il disparaît spontanément, généralement en un à deux ans.

## Caractérisation
Les granulomes annulaires se présentent comme une dégénérescence incomplète du collagène dermique, par petits foyers ;

l'infiltrat granulomateux est lympho-fibroblastique et macrophagique.

Les fibres élastiques sont respectées.
Ils peuvent être généralisés (9 à 15 % des cas, plutôt chez l'adulte) ou plus fréquemment localisés, alors plutôt présents en plaques de quelques centimètres survenant sur un ou deux sites du corps. Ils sont d’évolution centrifuge, et apparaissent sur le dos des mains et souvent en regard de surfaces articulaires (poignet, pieds, coudes, épaules, genoux).

## Description
La lésion débute par un petit bouton (papule ou nodule) bien limité et de consistance ferme. Puis une multiplication de boutons forme une ou plusieurs plaques en anneau, qui s’élargissent par leur contour externe (de manière centrifuge) en s'aplatissant au centre. L’anneau grandit lentement jusqu'à un diamètre de 2,5 à 5 cm de diamètre alors que sa couleur tend vers le violacée pour ensuite pâlir graduellement. La surface cutanée du centre de la tache est lisse et de couleur chair à rosées-violacées. La bordure de chaque tache est toujours plus papuleuse.
Ces lésions sont généralement non douloureuses, peuvent parfois démanger un peu à leur début ou sont douloureuses en cas de traumatisme intervenant ultérieurement sur la lésion.

### Trois cas particuliers

#### Granulome annulaire profond
C'est une forme nodulaire sous-cutanée (derme et hypoderme touchés) qui se rencontre chez l'enfant (généralement "sain", entre 2 et 10 ans).
Les boutons sont durs et enchâssés dans la peau et les tissus profonds, ils forment des lésions de 5 mm à 4 cm de diamètre principalement à la hauteur des chevilles, sur le dos des pieds, ou sur les fesses, le cuir chevelu et les paupières. Dans le cas le diagnostic différentiel soit aussi éliminer la possibilité d'une tumeur infiltrante des tissus mous. Le diagnostic différentiel (par l'examen histologique) doit éliminer un possible angiome profond, un hématome traumatique ou l'érythème noueux. Le nodule rhumatoïde doit aussi être éliminé en tant que candidat possible, mais ayant la même structure histologique il rend le diagnostic difficile.

#### Granulome annulaire perforant
C'est une forme rare de granulome (ne touchant qu'environ 5 % des patients concernés par un granulome annulaire). Le granulome annulaire est alors généralement situé sur le dos de la main et des doigts, se généralisant parfois sur le tronc et les extrémités.
Dans ce cas certains boutons s'ombiliquent (forme en creux au centre) en laissant s'écouler un matériel épais ; des cicatrices résiduelles sont possibles,

#### Granulome élastolytique annulaire à cellules géantes
C'est une forme rare de la dermatose granulomateuse (avec prurit) caractérisée histologiquement par la phagocytose des fibres élastiques par des cellules multinucléées.

## Diagnostic
La biopsie pour histologie est inutile dans les formes typiques. Sinon un fragment de la lésion est ôté au bistouri sous anesthésie locale, puis examiné en laboratoire d'analyse ; rem :la biopsie conduit parfois à la résorption de la plaque.
Diagnostic différentiel :
- mycose
- maladie de Lyme
- Nodules sous-cutanés rhumatismaux (selon Jaeger (1946) les lésions sont histologiques identiques dans les deux cas[5])

## Causes
L'étiologie est inconnue, bien qu'ont été évoqués
- l'action de globules blancs induisant une réaction immunitaire et allergique
- un phénomène de destruction tissulaire aboutissant à une réaction dermatologique inflammatoire[1]
- le topiramate, selon Lagier (2011)[6].

Ce type de granulome semble parfois associés à un diabète sucré, qui doit donc être recherché, surtout dans les formes généralisées atypiques.

## Traitement
L'abstention thérapeutique se justifie dans la quasi-totalité des cas en raison du caractère bénin et résolutif de cette dermatose. 
 De plus aucun traitement constamment efficace ou « de référence » n'a pu à ce jour être validé.
Sinon, en cas de gêne ; peuvent être tentés :
- pour les lésions peu nombreuses : cryothérapie légère, corticothérapie locale ; cortisone en crème ou en piqûres dans les lésions) avec cependant un risque d'atrophie iatrogène. Le laser vasculaire donne parfois de bons résultats[1];
- Pour les formes profuses avec patient motivé : anti-paludéens de synthèse (hydroxychloroquine), sulfones  sont parfois proposés, mais avec un effet uniquement suspensif et incertain[1].